# Nowinka (powiat Augustowski)
Nowinka (Litouws: Naujinė) is een dorp in het Poolse woiwodschap Podlachië, in het district Augustowski. De plaats maakt deel uit van de gemeente Nowinka en telt 300 inwoners.